# Ficedula
Ficedula er en slægt af fugle i familien fluesnappere, der omfatter 31 arter, hvoraf de fleste yngler i Europa, Asien og Australasien (dog ikke i selve Australien). En enkelt art yngler i Afrika.
I Danmark er broget fluesnapper temmelig almindelig, mens lille og hvidhalset fluesnapper er sjældne.

## Arter
Eksempler på arter i slægten Ficedula:
- Lille fluesnapper, Ficedula parva
- Hvidhalset fluesnapper, F. albicollis
- Broget fluesnapper, F. hypoleuca
- Berberfluesnapper, F. speculigera, fra Afrika
- Buskfluesnapper, F. hyperythra
- Orientfluesnapper, F. westermanni